# Gnomidolon bellulus
Gnomidolon bellulus là một loài bọ cánh cứng trong họ Cerambycidae.